# سينغوكو باسارا: أبطال الساموراي
سينغوكو سابارا: أبطال الساموراي (بالإنجليزية: Sengoku Basara: Samurai Heroes) (باليابانية: 戦国BASARA3) ، هي لعبة إلكترونية من نوع أكشن ومغامرات وذبح وتقطيع، أنتجت عام 2010م، وتدعم بنظامي بلاي ستيشن 3 و نينتندو وي.

## وصلات خارجية
- Official Sengoku Basara 3 website نسخة محفوظة 4 يناير 2018 على موقع واي باك مشين.
- Official Sengoku Basara Samurai Heroes website
- Official Sengoku Basara 3 Utage website نسخة محفوظة 25 فبراير 2021 على موقع واي باك مشين.